# Automóvel
Automóvel (do grego αὐτός ["autós"], "por si próprio", e do latim mobilis, "mobilidade", como referência a um objeto responsável pela sua própria locomoção e/ou de outras pessoas em consoante), auto (forma reduzida) ou carro (das línguas celtas, através do latim carru) é um veículo motorizado com rodas usado para transporte. A maioria das definições de carro diz que eles correm basicamente em estradas, acomodam de uma a oito pessoas, têm quatro pneus e, principalmente, transportam pessoas em vez de mercadorias.
Os carros entraram em uso global durante o século XX e as economias desenvolvidas dependem deles. O ano de 1886 é considerado como o ano de nascimento do carro moderno, quando o inventor alemão Karl Benz patenteou seu Benz Patent-Motorwagen. Os carros tornaram-se amplamente disponíveis no início do século XX. Um dos primeiros carros acessíveis às massas foi o 1908 Model T, um carro norte-americano fabricado pela Ford Motor Company. Os carros foram rapidamente adotados nos Estados Unidos, onde substituíram carruagens e carros puxados por animais, mas demoraram muito mais para serem aceitos na Europa Ocidental e em outras partes do mundo.
Os carros têm controles de direção, estacionamento, conforto para os passageiros e uma variedade de luzes. Ao longo das décadas, recursos e controles adicionais foram adicionados aos veículos, tornando-os progressivamente mais complexos. Estes incluem câmeras de marcha à ré, ar condicionado, sistema de navegação por satélite e entretenimento no carro. Em 1991, Roger Billings desenvolveu o primeiro carro elétrico movido pela energia de uma célula de combustível a hidrogênio. A maioria dos carros em uso na década de 2010 é impulsionada por um motor de combustão interna, alimentado pela combustão de combustíveis fósseis. Os carros elétricos, que foram inventados no início da história do carro, começaram a se tornar comercialmente disponíveis em 2008.
Existem custos e benefícios para o uso do carro. Os custos para o indivíduo incluem a aquisição do veículo, pagamentos de juros (se o carro for financiado), reparos e manutenção, combustível, depreciação, tempo de direção, taxas de estacionamento, impostos e seguro. Os custos para a sociedade incluem a manutenção de estradas, o uso da terra, congestionamentos, a poluição do ar, a saúde pública e a eliminação do veículo no final da sua vida útil. Os acidentes de trânsito são a maior causa de mortes relacionadas a ferimentos em todo o mundo. Os benefícios pessoais incluem transporte sob demanda, mobilidade, independência e conveniência. Os benefícios sociais incluem benefícios econômicos, como criação de emprego e riqueza da indústria automotiva, fornecimento de transporte, bem-estar social por oportunidades de lazer e viagens e geração de receita dos impostos. A capacidade das pessoas de se mover de forma flexível de um lugar para outro tem implicações de longo alcance para a natureza das sociedades. Existem cerca de 1 bilhão de carros em uso em todo o mundo. Os números estão aumentando rapidamente, especialmente na China, na Índia e em outros países recentemente industrializados.

## Etimologia
Acredita-se que a palavra carro se origine da palavra em latim carrus ou carrum ("veículo com rodas"). Por sua vez, estes se originaram da palavra gaulesa karros (uma carruagem gaulesa). Referia-se originalmente a qualquer veículo puxado por cavalos com rodas, como uma carruagem ou carroça. A palavra "automóvel" é um composto clássico derivado da palavra grega antiga autós (αὐτός), que significa "eu", e a palavra latina mobilis, que significa "móvel".

## História

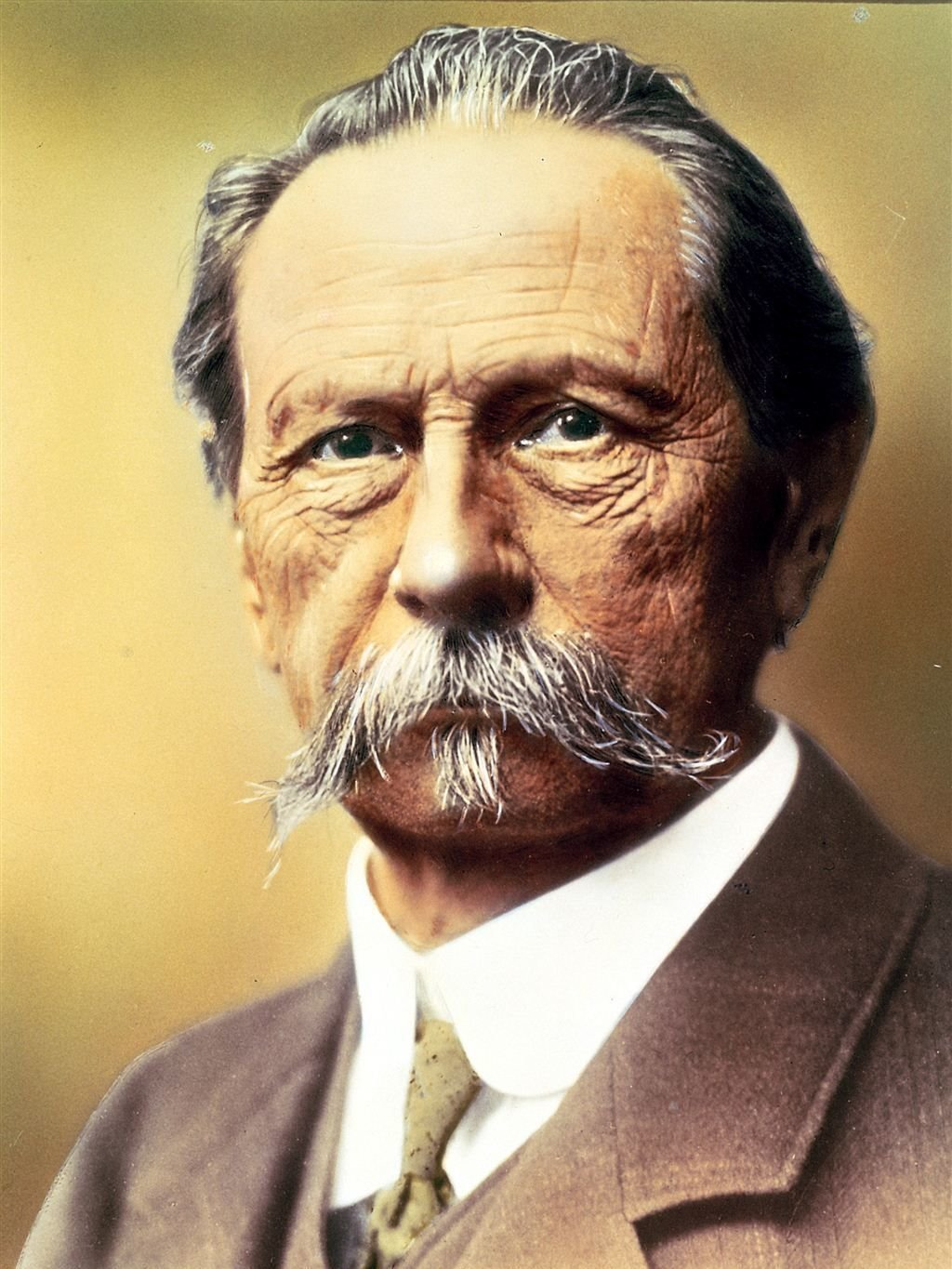
Karl Benz, o inventor do carro moderno.

Já no século XVII, se idealizavam os veículos impulsionados a vapor; Ferdinand Verbiest, um padre da Flandres, demonstrara-o em 1678 ao conceber um pequeno carro a vapor para o imperador da China. Em 1769, Nicolas-Joseph Cugnot elevava a demonstração à escala real, embora a sua aplicação tenha passado aparentemente despercebida na sua terra natal, França, passando a desenvolver-se sobretudo no Reino Unido, onde Richard Trevithick montou um vagão a vapor em 1801. Este tipo de veículos manteve-se em voga durante algum tempo, sofrendo ao longo das próximas décadas inovações como o freio de mão, caixa de câmbio, e ao nível da velocidade e direcção; algumas atingiram o sucesso comercial, contribuindo significativamente para a generalização do tráfego, até que uma reviravolta contra este movimento resultou em leis restritivas no Reino Unido que obrigaram os veículos automóveis a serem precedidos por um homem a pé acenando uma bandeira vermelha e soprando uma corneta. Efectivamente, estas medidas travaram o desenvolvimento do automóvel no Reino Unido até finais do século XIX; entretanto, os inventores e engenheiros desviaram os seus esforços para o desenvolvimento dos caminhos-de-ferro, as locomotivas. A lei da bandeira vermelha só seria suprimida em 1896.[carece de fontes?]
Experiências isoladas realizadas em toda a Europa ao longo das décadas de 1860 e 1870 contribuíram para o aparecimento de algo semelhante ao automóvel atual. Uma das mais significativas foi a invenção de um pequeno carro impulsionado por um motor a quatro tempos, construído por Siegfried Marcus (Viena, 1874). Os motores a vapor - que queimavam o combustível fora dos cilindros, deram lugar aos motores de combustão interna, que queimavam no interior do cilindro uma mistura de ar e gás de iluminação. O ciclo de 4 tempos foi utilizado com êxito pela primeira vez em 1876, num motor construído pelo engenheiro alemão conde Nikolaus Otto. Em 1876, o engenheiro alemão Nikolaus August Otto desenvolveu o motor a explosão para álcool combustível, gasolina ou gás, que substituiu os motores a vapor usados até então nas primeiras experiências na construção de automóveis.[carece de fontes?]
A primeira patente do automóvel nos Estados Unidos foi concedida a Oliver Evans, em 1789. Mais tarde, em 1804, Evans demonstrou o seu primeiro veículo automóvel que não só foi o primeiro automóvel nos Estados Unidos mas também o primeiro veículo anfíbio, já que este veículo a vapor dispunha de rodas para circulação terrestre e de pás para circulação na água. O belga Étienne Lenoir construiu um automóvel com o motor de combustão interna a cerca de 1860, embora fosse propulsionado por gás de carvão. A sua experiência durou 3 horas para percorrer 7 milhas — teria sido mais rápido fazer o mesmo percurso a pé — e Lenoir abandonava as experiências com automóveis. Em 1860, Lenoir chegou a construir o Hippomobile, um veículo com motor de combustão interna a hidrogênio, onde o combustível era produzido por eletrólise. O franceses reclamam que um Deboutteville-Delamare teria sido bem sucedido.

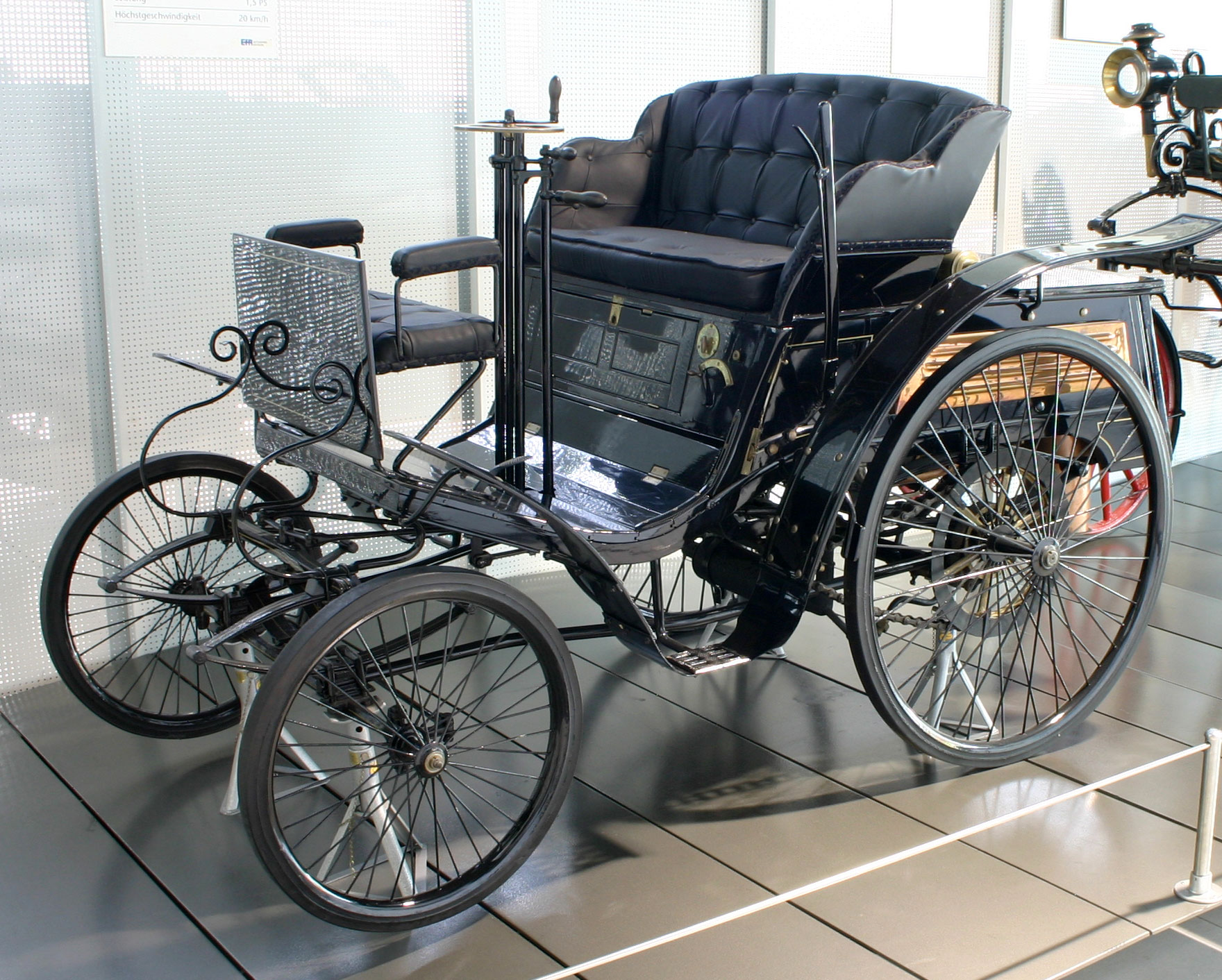
O modelo "Velo" de Karl Benz (1894)

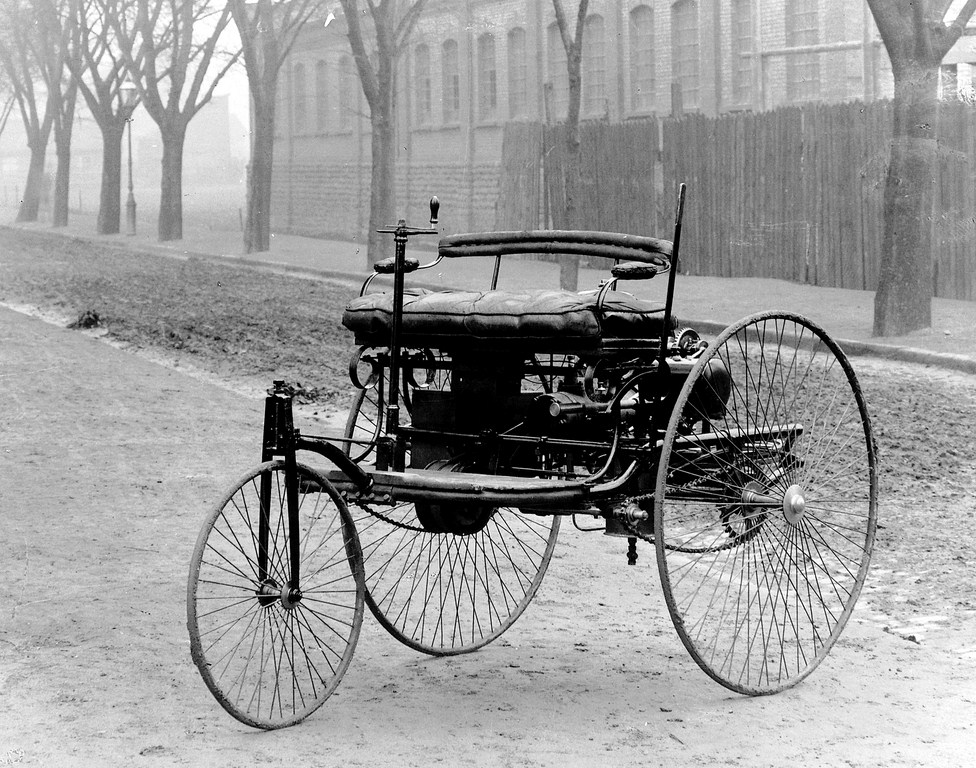
Benz Patent-Motorwagen, construído em 1885, premiado com a patente do conceito e considerado o primeiro carro do mundo.

É geralmente aceito que os primeiros automóveis de combustão interna a gasolina tenham surgido quase simultaneamente através de vários inventores alemães, trabalhando independentemente: Karl Benz construiu o seu primeiro automóvel em 1885 em Mannheim, conseguindo a patente a 29 de janeiro do ano seguinte e iniciado a primeira produção em massa a 1888. Pouco tempo depois, Gottlieb Daimler e Wilhelm Maybach, em 1889 em Estugarda, concebiam um veículo de raiz, descartando a típica carroça em função de uma carroçaria específica dotada de motor. Foram eles também os inventores da primeira motocicleta de combustão interna em 1885. Em 1885 eram construídos os primeiros automóveis no de quatro rodas propulsionados a petróleo, em Birmingham, Reino Unido, por Frederick William Lanchester, que também patenteou o travão de disco.[carece de fontes?]
Em 1893, Rudolf Diesel patenteou o motor que inventou. O primeiro motor a diesel foi também o primeiro da história a ser movido por um biocombustível (óleo de amendoim) sendo apresentado em Augsburg, Alemanha, em 10 de Agosto daquele ano. Tal data é celebrada como o Dia Internacional do Biodiesel. Inicialmente, o motor de Rudolf Diesel foi empregado em aplicações estacionárias e nos campos dos transportes naval (civil e militar), ferroviário, agrícola e rodoviário pesado. Entretanto, os automóveis com motores a diesel, só começaram a ser fabricados em série na década de 1930, por iniciativa de fabricantes da França e Alemanha.
O primeiro automóvel a ultrapassar os 100 km/h foi o carro elétrico La Jamais Contente. Este veículo, projetado pelo belga Camille Jenatzy, alcançou a marca histórica em Paris, a 29 de abril de 1899, no Parc agricole d'Achères e tinha uma aerodinâmica avançada (ver: Aerodinâmica automotiva).
O primeiro automóvel ("astromóvel") terráqueo a circular em outro corpo celeste, foi o soviético Lunokhod 1, que pousou na Lua em 17 de Novembro de 1970. Não era tripulado, sendo controlado remotamente da Terra. O primeiro astromóvel, tripulado e conduzido, foi o estadounidense Lunar Roving Vehicle, da Missão Apollo 15, de Julho de 1971.

### Produção em larga escala

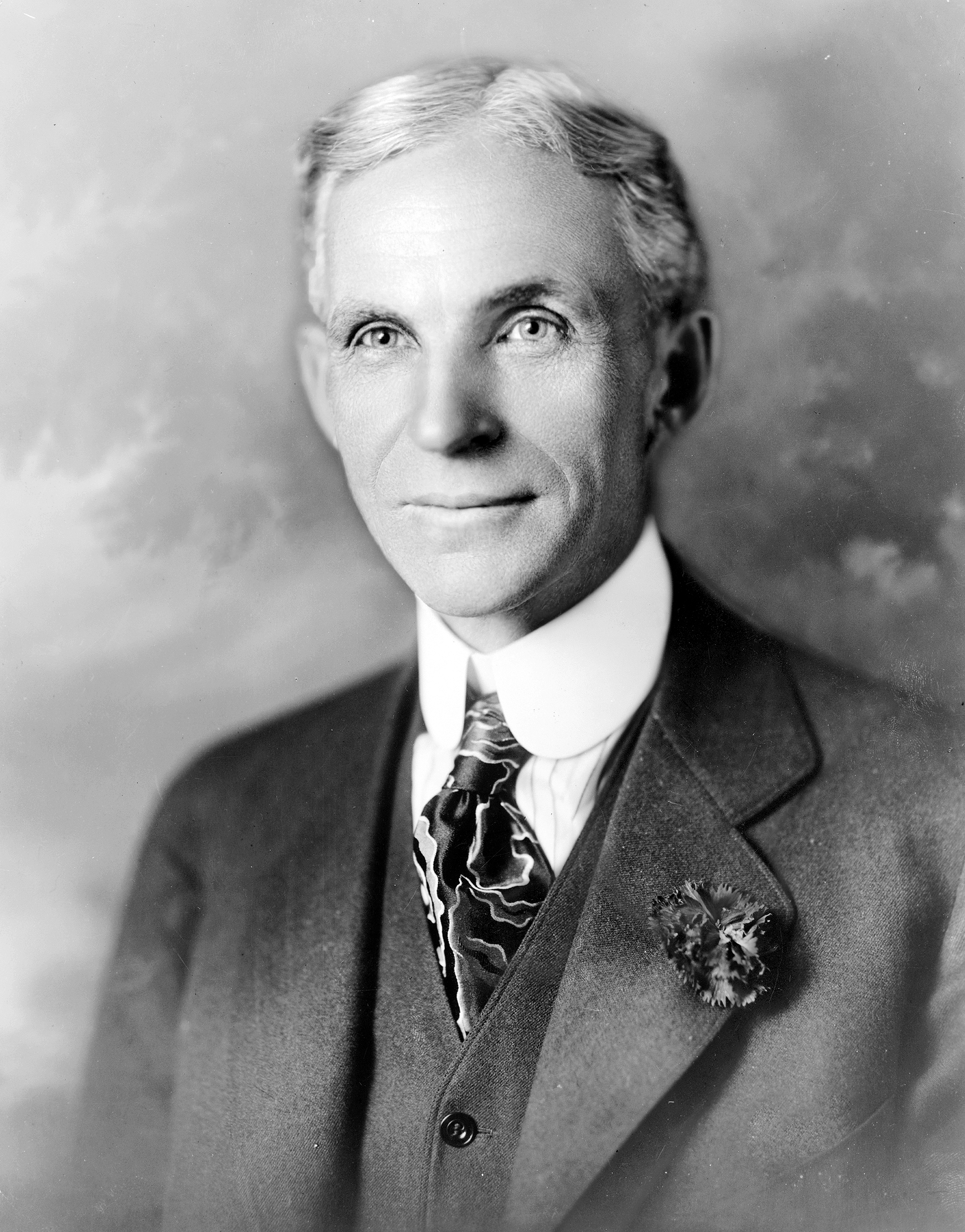
Retrato de Henry Ford (ca. 1919), o primeiro empresário que aplicou a linha de produção

A linha de produção em larga escala de automóveis a preços acessíveis foi lançada por Ransom Olds em sua fábrica Oldsmobile em 1902. Este conceito foi amplamente expandido por Henry Ford, com início em 1914. Como resultado, os carros da Ford saiam da linha em quinze intervalos de um minuto, muito mais rápido do que métodos anteriores, aumentando em oito vezes a produtividade (que requeriam 12,5 horas-homem antes, 1 hora 33 minutos depois), utilizando menos recursos humanos. Isso foi tão bem-sucedido que a pintura tornou-se um gargalo. Somente a cor "Negro Japonês" secava rápido o suficiente, forçando a empresa a deixar cair a variedade de cores disponíveis antes de 1914, até quando o verniz Duco de secagem rápida foi desenvolvido em 1926. Esta é a fonte da observação da Ford: "qualquer cor, desde que seja preto". Em 1914, um trabalhador de linha de montagem poderia comprar um Modelo T com o pagamento de quatro meses.
Os complexos procedimentos de segurança da Ford, especialmente atribuindo a cada trabalhador um local específico em vez de lhes permitir andar pela fábrica, reduziu drasticamente o número de acidentes de trabalho. Essa combinação de altos salários e alta eficiência é chamado de "fordismo", e foi copiado pela maioria das grandes indústrias. Os ganhos de eficiência da linha de montagem também coincidiram com o crescimento econômico dos Estados Unidos. A linha de montagem forçava os trabalhadores a trabalhar em um ritmo certo, com movimentos muito repetitivos que levou a mais produção por trabalhador, enquanto outros países estavam usando métodos menos produtivos.
Na indústria automotiva, o sucesso do fordismo estava se ampliando, rapidamente se espalhando por todo o mundo, como se podia ver com a fundação da Ford Francesa e da Ford Britânica em 1911, da Ford Dinamarquesa em 1923, da Ford Alemã em 1925; em 1921, a Citroën foi a primeira fabricante europeia a adotar o método de produção fordista. Logo, as empresas tinham que ter linhas de montagem, ou um risco de ir à falência; em 1930, 250 empresas que não tinham adotado o método, tinham desaparecido. O desenvolvimento de tecnologia automotiva foi rápido, em parte devido às centenas de pequenos fabricantes que competiam para ganhar a atenção do mundo. Os principais desenvolvimentos, incluído ignição elétrica e autoignição elétrica (ambos por Charles Kettering, para a Cadillac Motor Company em 1910-1911), suspensão independente e freios nas quatro rodas. Desde a década de 1920, quase todos os carros têm sido produzidos em massa para satisfazer as necessidades do mercado, para comercialização de planos muitas vezes fortemente influenciados pelo design dos automóveis. Foi Alfred P. Sloan, que estabeleceu a ideia de diferentes marcas de carros produzidos por uma empresa, assim os compradores poderiam comprar modelos mais caros conforme sua renda melhorasse.[carece de fontes?]
Refletindo o ritmo acelerado de mudança, fazer peças compartilhadas com um outro volume de produção também grande resultou em menores custos para cada faixa de preço. Por exemplo, em 1930, LaSalles, vendida pela Cadillac, usou peças mecânicas mais baratas feitas pela Oldsmobile; em 1950, a Chevrolet compartilhava o capô, as portas, o telhado e as janelas com a Pontiac; na década de 1990, transmissões corporativos e plataformas compartilhadas (com freios, suspensão e outras peças intercambiáveis) eram comuns. Mesmo assim, somente grandes fabricantes podiam pagar os altos custos e mesmo as empresas com décadas de produção, tais como a Apperson, Cole, Dorris, Haynes ou Premier, não podiam administrar: de cerca de duas centenas de fabricantes de automóveis estadunidenses em 1920, apenas 43 sobreviveram em 1930, e com a Grande Depressão, em 1940, apenas 17 delas tinham ficado no mercado.
Na Europa, quase a mesma coisa aconteceu. Morris criou a sua linha de produção em Cowley, em 1924, e logo superou a Ford, enquanto a partir de 1923 ao seguir a prática da Ford de integração vertical, comprou a Hotchkiss (motores), Wrigley (caixas) e a Osberton (radiadores), por exemplo, assim como suas concorrentes, como a Wolseley: em 1925, Morris tinha 41% da produção total de automóveis britânicos. A maioria das montadoras britânicas de carros pequenos, da Abadia à Xtra tinha ido abaixo. A Citroën fez o mesmo na França, chegando a produzir carros em 1919; entre estes e outros carros baratos em resposta, como 10CV da Renault e o 5CV da Peugeot, produziram 550 000 automóveis em 1925, e a Mors, Hurtu, e outras empresas não podiam competir.
O primeiro carro alemão fabricado em massa, o Opel 4PS Laubfrosch, saiu da linha em Russelsheim, em 1924, fazendo a fabricante de automóveis Opel ficar no topo na Alemanha, com 37,5 por cento do mercado. Nos anos 1920, graças aos recordes que estabeleceu pilotando veículos com propulsão de foguete (incluindo carros-foguete) no programa privado Opel-RAK, Fritz von Opel foi apelidado de "Fritz-foguete"  (ver: História dos foguetes). 
Com o aumento da velocidade dos carros fabricados a partir da década de 1950, o número de acidentes aumentou muito em relação a períodos anteriores. Em 1958 foi fabricado o primeiro automóvel estadunidense com cintos de segurança: o Chevrolet Corvette. No Brasil, este item foi considerado obrigatório a partir de 1969. O primeiro astromóvel tripulado a circular fora do planeta Terra foi o LRV (Lunar Roving Vehicle) um jipe de quatro rodas e quatro motores elétricos (um para cada roda) usado na Lua pela Missão Apollo 15 em 31 de Julho de 1971.
O Volkswagen Fusca, o Volkswagen (o "carro do povo", traduzido do alemão) é o modelo de carro mais popular de todos os tempos. Foi projetado por Ferdinand Porsche e imediatamente aprovado por Adolf Hitler, que utilizou variações do modelo para fins militares, inclusive durante a Segunda Guerra Mundial. Sua fabricação no Brasil começou em 1959 e parou em 1986. A pedido do então presidente Itamar Franco, o Fusca voltou a ser produzido em 1994. Além de sair da fábrica com um preço muito semelhante ao Gol 1000 ou qualquer outro popular da época, sua montagem era bem mais complicada, uma vez que tinha praticamente o dobro de peças comparado a um carro moderno. Parou novamente de ser fabricado em 1996. O Fusca é chamado em inglês de beetle ou besouro, tanto que a nova geração é conhecida como New Beetle. Em Portugal, o Beetle foi apelidado de "Carocha". A produção do Beetle continuava no México e só durou até 2003 por causa das novas leis de emissão.[carece de fontes?]
Os primeiros fabricantes a colocarem air bags em seus carros foram a General Motors e a BMW, a partir de 1974. Mas, desde os anos 1950, já existiam carros com air bags colocados sob encomenda fora das linhas de montagem. O sedan Pronto Spyder, mostrado no Salão do Automóvel de Detroit em 1997, nunca enfrentará problemas com a ferrugem pois sua carroceria é feita de polietileno, o mesmo material usado em garrafas de refrigerante.[carece de fontes?]

### Lusofonia

#### Portugal

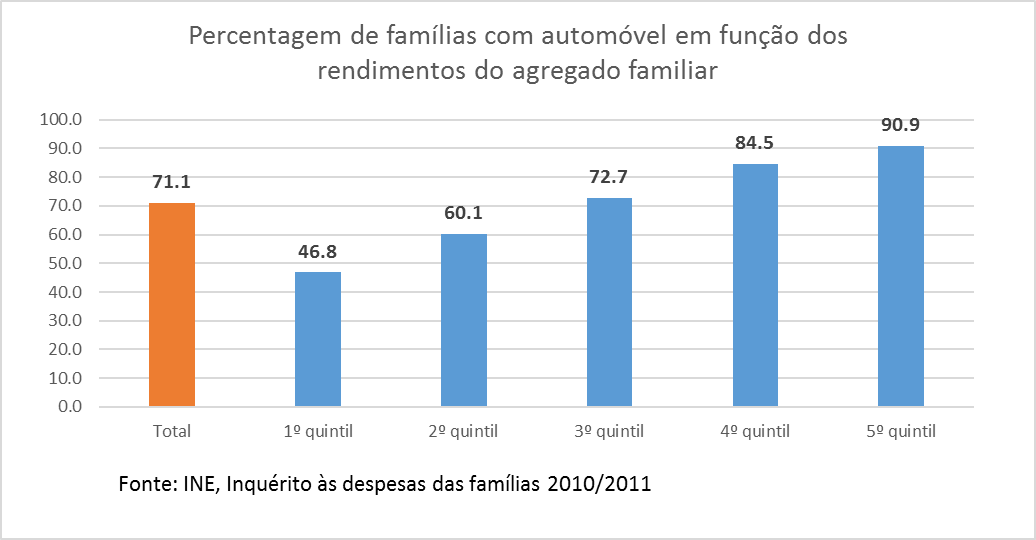
Posse de automóvel do agregado familiar em função dos rendimentos, em Portugal.

O primeiro automóvel a chegar a Portugal foi um veículo da Panhard-Levassor tendo sido importado de Paris pelo 4.º Conde de Avilez, em 1895. Na alfândega de Lisboa, ao decidirem a taxa a aplicar, hesitam entre considerar aquele estranho objecto máquina agrícola ou máquina movida a vapor. Acabam por se decidir por esta última. Este veículo ficaria também para a história por um acontecimento insólito: logo na sua primeira viagem, entre Lisboa e Santiago do Cacém, ocorreria o primeiro acidente de viação em Portugal, tendo por vítima um burro, atropelado a meio do percurso.

#### Brasil

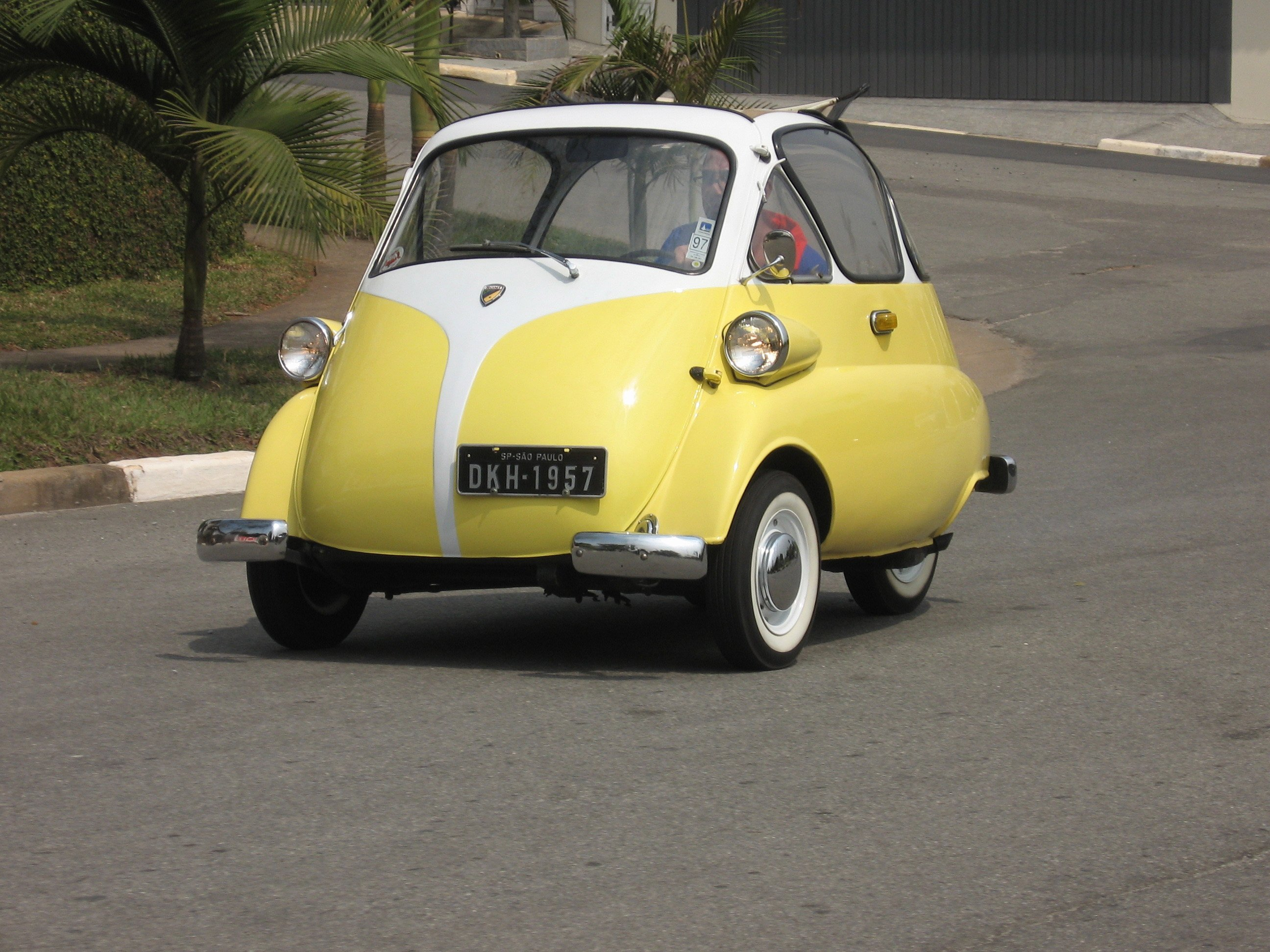
Romi-Isetta, o primeiro automóvel produzido em território brasileiro, em Santa Bárbara d'Oeste, São Paulo

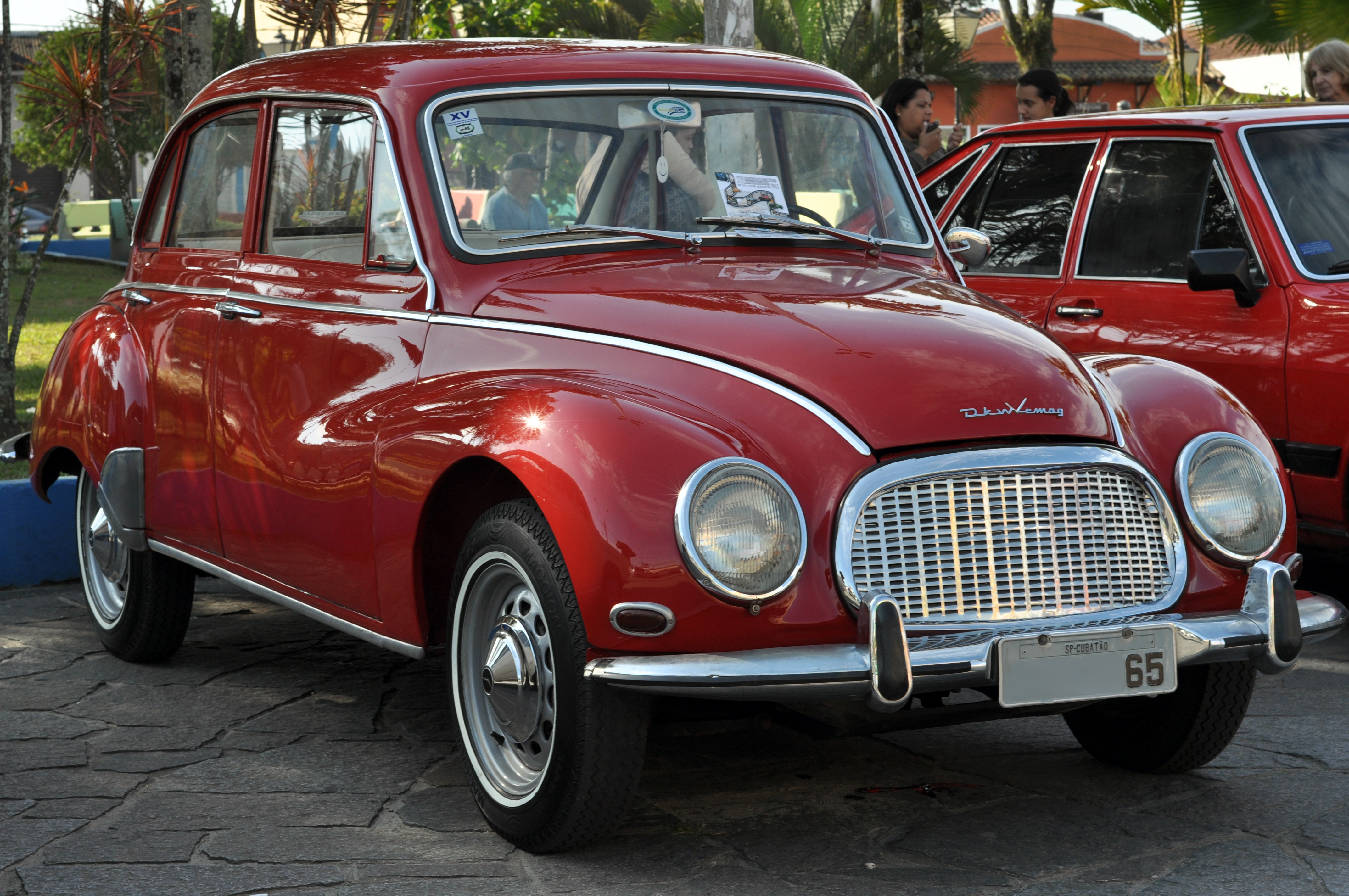
DKW-Vemag Belcar, produzido entre 1958 e 1967 pela Vemag

Em agosto de 1925, a Estação Experimental de Combustíveis e Minérios (atual Instituto Nacional de Tecnologia), realizou as primeiras experiências no Brasil, com um automóvel adaptado para usar álcool etílico hidratado como combustível. O veículo, modelo Ford, percorreu 230 km numa prova no circuito da Gávea, no Rio de Janeiro, a primeira promovida pelo Automóvel Clube do Brasil. Ainda naquele ano, o mesmo veículo fez os percursos Rio-São Paulo, Rio-Barra do Piraí e Rio-Petrópolis.
Entre as décadas de 1930 e 1940 o piloto Chico Landi venceu algumas corridas pilotando carros movidos a álcool de fabricação nacional, enquanto que seus concorrentes usavam metanol importado da Europa.
A FNM, Fábrica Nacional de Motores, conhecida popularmente como "FeNeMê", foi criada em 1942. O propósito inicial da empresa era a fabricação de motores aeronáuticos mas, em 1949, passou a fabricar também caminhões e automóveis. Em 2018, a FNM ressurgiu, como "Fábrica Nacional de Mobilidade", focando-se na produção de caminhões elétricos.
Durante a Segunda Guerra Mundial, o país enfrentou um grave racionamento de combustíveis, que eram reservados aos veículos oficiais e para aqueles empregados nos serviços públicos. Como alternativa, durante este período, incentivos governamentais levaram veículos particulares e de transporte público, a utilizarem o equipamento gasogênio. Este equipamento, inventado por Georges Imbert (1884-1950), era usado para a produção do combustível popularmente conhecido como gás pobre. Em 1943, 1944 e 1945, Chico Landi, que também era proprietário de uma empresa fabricante de gasogênios, foi campeão de automobilismo pilotando carros equipados com gasogênios abastecidos com carvão vegetal sendo, por isso, apelidado de o "Rei do Gasogênio"  (ver: Automobilismo de velocidade).
Em 31 de março de 1952, o presidente da Comissão de Desenvolvimento Industrial (CDI) instalou a subcomissão de jipes, tratores, caminhões e automóveis. O primeiro carro montado em território brasileiro foi a Romi-Isetta, em 1955, produzida pelas Indústrias Romi na cidade de Santa Bárbara d'Oeste, no interior de São Paulo. O veículo foi produzido entre 1956 e 1961. Ainda em 1956, a Vemag também colocou no mercado uma camioneta derivada da família F91, produzida pela DKW, montada no Brasil. Em 1958 passou a disponibilizar sedãs e peruas da família F94 montados sob licença da DKW e com crescentes índices de nacionalização. Também produziu uma versão abrasileirada do jipe Munga e, nos anos 1960, encomendou uma carroceria refinada aos Fissore, da Itália, e a montou sobre a mecânica DKW. Em 1957 foi o início da montagem da Kombi no Brasil, com as peças importadas, no sistema CKD (Completely Knocked Down, em inglês) ainda pelo Grupo Brasmotor.

## Estrutura

### Segurança

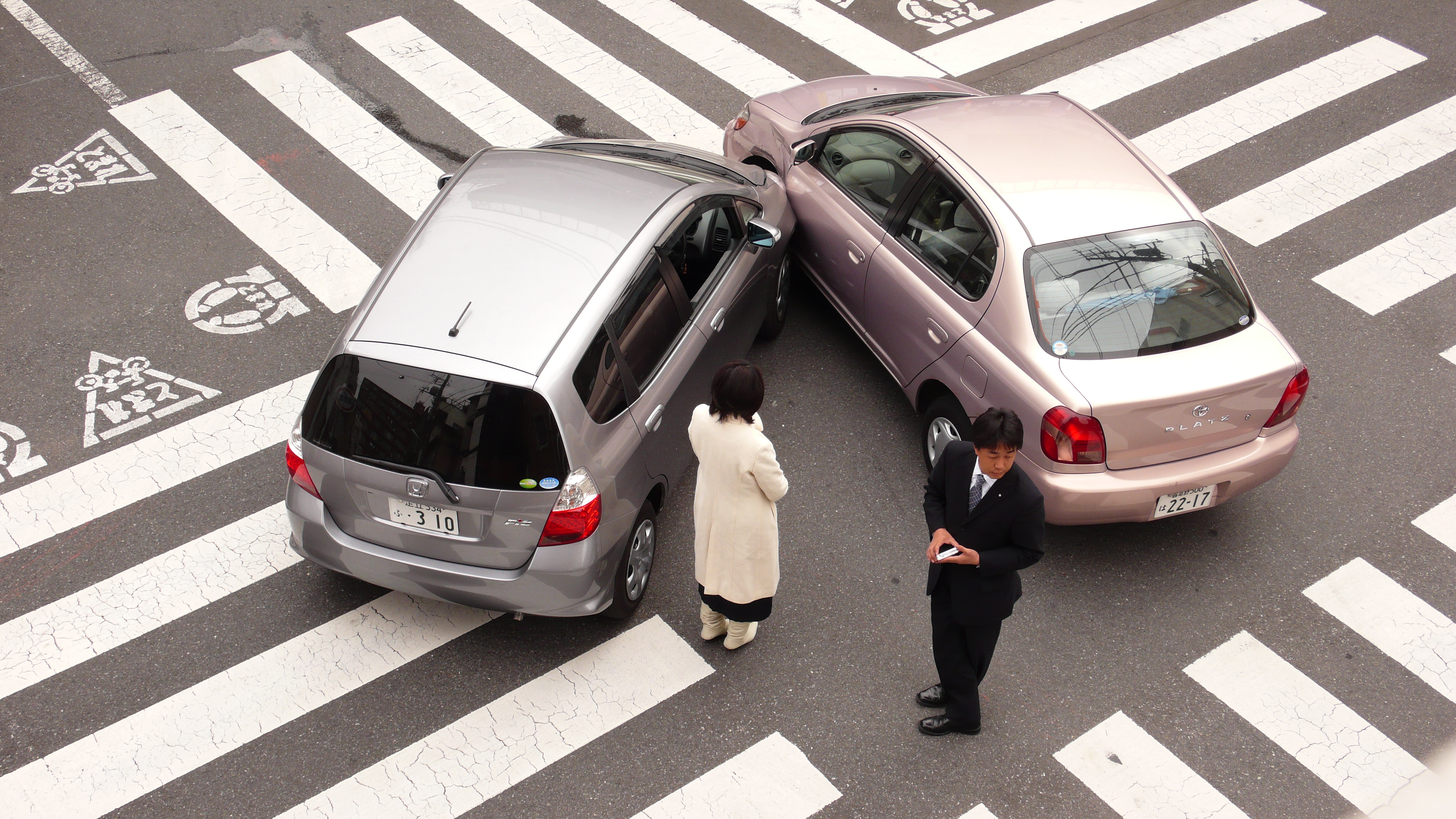
Acidente automobilístico em Tóquio, Japão.

Apesar de acidentes de trânsito representarem a principal causa mundial de mortes relacionadas com lesão, a sua popularidade mina esta estatística.
Mary Ward se tornou uma das primeiras vítimas fatais de acidentes de automóvel, sendo documentado em 1869 em Parsonstown, Irlanda e Henry Bliss, nos Estados Unidos, um dos primeiros pedestres mortos por um automóvel em 1899, em Nova Iorque. Existem hoje testes padrão de segurança nos novos automóveis, como os testes EuroNCAP e o US NCAP, assim como testes IIHS. Alguns fabricantes de veículos e vários borracheiros recomendam a troca de pneus de um carro a cada 30 000 quilômetros. Como medida de comparação, é interessante lembrar que os primeiros pneus de borracha foram usados em carros em 1895 como adaptação dos pneus antes usados em bicicletas pelo francês Edouard Michelin, e duravam, em média, 150 quilômetros.

## Indústria

Produção de veículos por país em 2005

Veículos para cada 1000 habitantes por país

A indústria automotiva projeta, desenvolve, fabrica, comercializa e vende os veículos do mundo. Em 2008, mais de 70 milhões de veículos, incluindo carros e veículos comerciais foram produzidos em todo o mundo.
Em 2007, um total de 71,9 milhões de automóveis novos foram vendidos em todo o mundo: 22,9 milhões na Europa, 21,4 milhões na Ásia-Pacífico, 19,4 milhões nos Estados Unidos e Canadá, 4,4 milhões na América Latina, 2,4 milhões no Oriente Médio e 1,4 milhões na África. Os mercados da América do Norte e do Japão estão estagnados, enquanto os da América do Sul e outras partes da Ásia crescem fortemente. Dos principais mercados, China, Rússia, Brasil e Índia experimentam o crescimento mais rápido.
Cerca de 250 milhões de veículos estão em uso nos Estados Unidos. Em todo o mundo, havia cerca de 806 milhões de carros e caminhões leves na estrada em 2007, eles queimam mais de 260 bilhões de galões de gasolina e diesel por ano. Os números estão aumentando rapidamente, sobretudo na China e na Índia. Na opinião de alguns, sistemas de transporte urbano baseados em torno dos carros se revelaram insustentáveis pelo consumo excessivo de energia, afetando a saúde da população, proporcionando um nível decrescente de serviço, apesar do aumento dos investimentos. Muitos desses impactos negativos afetam desproporcionalmente os grupos sociais que também são menos susceptíveis de possuir e dirigir carros. A circulação de transportes sustentáveis centra-se sobre as soluções para estes problemas.
Em 2008, com os preços do petróleo subindo rapidamente, as indústrias, como a indústria automobilística, estão experimentando uma combinação de pressões sobre os preços dos custos de matérias-primas e mudanças nos hábitos de compra dos consumidores. A indústria também está enfrentando a crescente concorrência externa do setor dos transportes públicos, como os consumidores reavaliando a utilização do automóvel privado. Cerca da metade das cinquenta fábricas estadunidenses de veículos leves são projetadas para fechar definitivamente nos próximos anos, com a perda de outros 200 000 postos de trabalho no setor, no total chega a 560 000 empregos perdidos nesta década. Isso combinado com o crescimento robusto chinês, visto que, em 2009, a China se tornou o maior produtor de automóveis no mercado mundial.

### Mercado

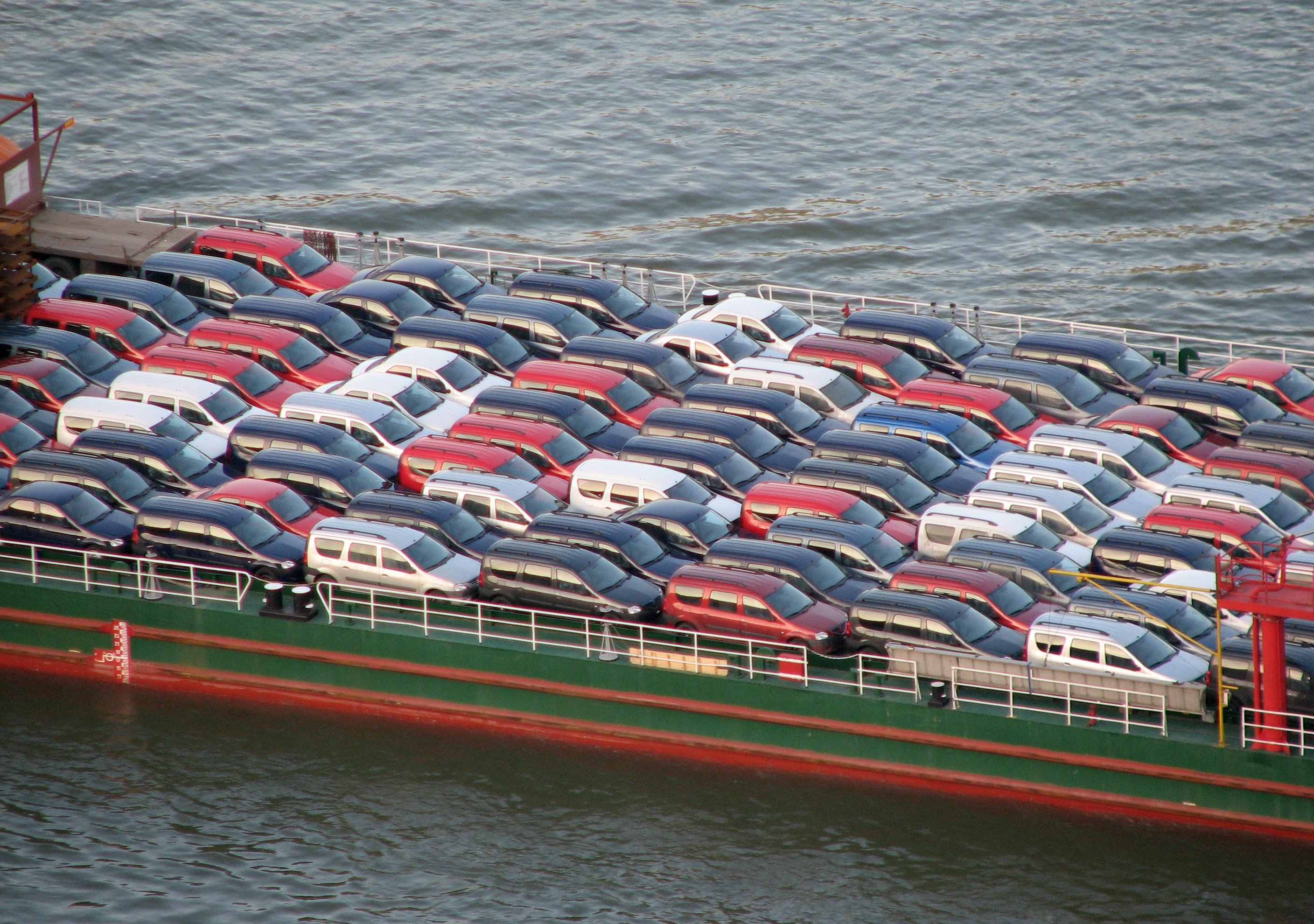
Balsa com carros novos em Budapeste, Hungria

O mercado automotivo é formado pela demanda e pela indústria. Em 2012, venderam-se 95 290 carros na Europa: ou seja, menos 38 por cento comparado ao ano anterior.
O mercado automobilístico europeu sempre se vangloriou de ter carros menores do que os do mercado estadunidense. Com os elevados preços dos combustíveis e a crise mundial de petróleo, no entanto, os Estados Unidos podem ver o seu mercado automotivo se aproximar mais do mercado europeu, com menor número de veículos de grande porte nas ruas e o surgimento de carros menores.
Para os carros de luxo, com a atual volatilidade dos preços do petróleo, comprar carros menores não é apenas inteligente, mas também algo "na moda".

### Impacto ambiental

Carros e caminhões em uma autoestrada em Ontário, no Canadá.

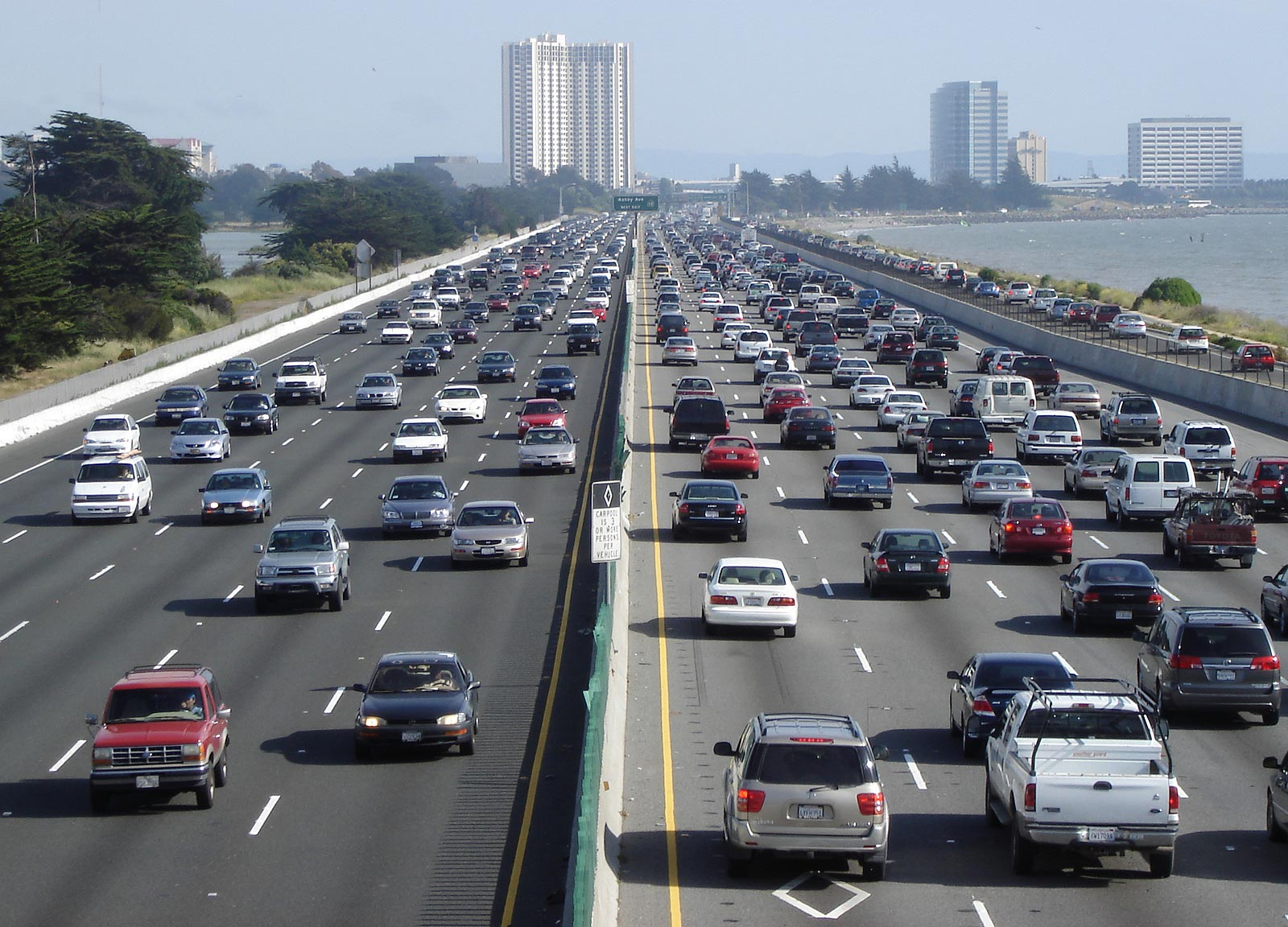
O tráfego de veículos causa poluição atmosférica. Na fotografia, a Interstate 80 vista em Berkeley, na Califórnia, nos Estados Unidos.

O transporte é um dos principais contribuintes para a poluição sonora e do ar na maioria das nações industrializadas. Segundo o American Surface Transportation Policy Project, quase metade de todos os estadunidenses estão respirando ar não saudável. O estudo mostrou que a qualidade do ar em dezenas de áreas metropolitanas estadunidenses piorou na última década. Nos Estados Unidos, o carro de passageiro médio emite 5 toneladas de dióxido de carbono, juntamente com pequenas quantidades de monóxido de carbono, hidrocarbonetos e nitrogênio.
Animais e plantas geralmente são influenciados negativamente pelos automóveis através da destruição do habitat e pela poluição. Durante o tempo de vida do automóvel médio, a "perda de habitat potencial" pode ser mais de 50 000 metros quadrados, com base na correlação de produção primária.
Impostos sobre combustíveis podem funcionar como um incentivo para uma produção de modelos de automóveis mais eficientes, portanto, menos poluentes (por exemplo, veículos híbridos) e no desenvolvimento de combustíveis alternativos (álcool, biogasolina, biodiesel, etanol de carvão, etc.). Células de combustível, que normalmente empregam hidrogênio puro, também podem ser abastecidas etanol (álcool combustível). Altas taxas de impostos sobre os combustíveis podem dar um forte incentivo para os consumidores a comprar carros mais leves, menores e mais econômicos em consumo de combustível, ou a não dirigir. Em média, os automóveis de hoje são cerca de 75 por cento recicláveis, e o uso de aço reciclado ajuda a reduzir o consumo energético e a poluição.
Devemos lembrar que depois de pronto, o automóvel entra em circulação e continua a envolver uma pletora de mão de obra, composta de mecânicos, eletricistas, lanterneiros, equipe de transporte e distribuição de combustíveis, frotistas, etc. Na vasta maioria dos estudos de impacto das emissões de gás carbônico, os serviços prestados pelos profissionais citados acima, não é levada em consideração.